# Clotilde de Saxa-Coburg și Gotha
Prințesa Marie Adelheid Amalie Clotilde de Saxa-Coburg și Gotha, (germană Marie Adelheid Amalie Clotilde, Prinzessin von Sachsen-Coburg und Gotha, Herzogin zu Sachsen; 8 iulie 1846 – 3 iunie 1927) a fost prințesă a Casei de Saxa-Coburg și Gotha prin naștere și Arhiducesă de Austria prin căsătoria cu Arhiducele Joseph Karl de Austria.

## Căsătorie și copii

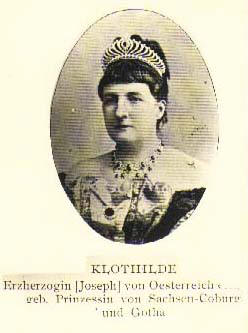
Clotilde de Saxa-Coburg și Gotha

La 12 mai 1864, la Coburg, Prințesa Clotilde s-a căsătorit cu Arhiducele Joseph Karl de Austria (1833-1905), fiul cel mic al Arhiducele Joseph, Palatin al Ungariei și a soției acestuia, Ducesa Maria Dorothea de Württemberg. Cuplul a avut șapte copii:
- Arhiducesa Elisabeth Klementine Klothilde Maria Amalie de Austria (18 martie 1865–7 ianuarie 1866)
- Arhiducesa Maria Dorothea Amalie de Austria (14 iunie 1867–6 aprilie 1932)
- Arhiducesa Margarethe Klementine Maria de Austria (6 iulie 1870–2 mai 1955)
- Arhiducele Joseph August Viktor Klemens Maria de Austria (9 august 1872–6 iulie 1962)
- Arhiducele László Philipp Marie Vincent de Austria (16 iulie 1875–6 septembrie 1895)
- Arhiducesa Elisabeth Henriette Klothilde Maria Viktoria de Austria (9 martie 1883–8 februarie 1958)
- Arhiducesa Klothilde Maria Amalie Philomena Raineria de Austria (9 mai 1884–14 decembrie 1903)